# Carlo Sforza

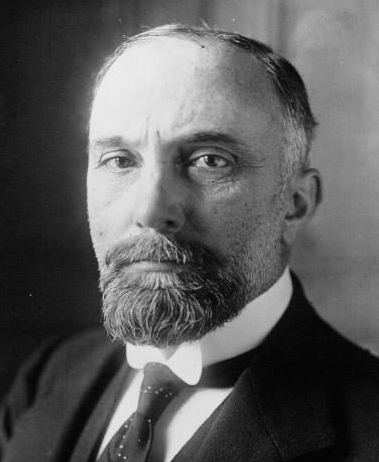
Carlo Sforza

Carlo Sforza (Lucca, 23 de setembro de 1872 - Roma, 4 de setembro de 1952) foi um diplomata e político italiano pertencente à família Sforza. Foi uma das grandes figuras morais de oposição ao fascismo italiano.
O conde Carlo IV Sforza nasceu em Lucca e era filho de Giovanni Sforza (1846-1922) di Montignoso di Lunigiana, historiador de grande talento e descendente do Duque de Milão Francisco I Sforza (1401-1466), e de Elisabetta Pierantoni. Ao falecer o seu irmão mais velho, herdou o título de conde. Estudou direito em Pisa e foi aluno de Enrico Ferri e de Lodovico Mortara.
Entrou no serviço diplomático da Itália em 1896. Serviu no Cairo, Paris (1922), Istambul (embaixador em Constantinopla de 1918 a 1919), Pequim (embaixador de 1911 a 1915), Bucareste, Madrid, Londres e Belgrado e, após a Primeira Guerra Mundial, foi nomeado ministro dos Negócios Estrangeiros no governo de Giovanni Giolitti. Em 1921, Sforza enfrentou os partidos da extrema direita mediante a assinatura do Tratado de Rapallo, que devolveu o importante porto de Fiume à Jugoslávia.
Mais tarde, Carlo IV Sforza foi nomeado embaixador na França, mas renunciou ao cargo no próprio dia em que Benito Mussolini chegou ao poder em 1922. Liderou a oposição antifascista no Senado e foi finalmente forçado ao exílio em 1926. Enquanto vivia no exílio, Sforza publicou os livros Ditaduras Europeias, Itália Contemporânea e Síntese da Europa. Afirmou que a Itália, uma nação com uma tradição tão antiga e rica, poderia dar-se ao luxo de esperar.
Sforza viveu em França até à ocupação alemã de junho de 1940. Mudou-se então para Inglaterra e depois para os Estados Unidos. Esperou a rendição da Itália em setembro de 1943 e retornou ao seu país em junho de 1944 depois de aceitar a oferta de Ivanoe Bonomi para se juntar ao seu governo antifascista provisório. Em 1946, Sforza tornou-se membro do Partido Republicano Italiano.
De novo como Ministro dos Negócios Estrangeiros (1947-1951), apoiou o Programa de Recuperação da Europa e a assinatura do Tratado de Trieste. Era um defensor convicto da política pró-europeia e um dos arquitetos da Itália pós-guerra, e com o governo De Gasperi levou a Itália a aderir ao Conselho da Europa. Em 18 de abril de 1951 assinou o Tratado que criou a Comunidade Europeia do Carvão e do Aço, fazendo da Itália um dos seus membros fundadores.